# 吉井町 (長崎県)
吉井町（よしいちょう）は、長崎県の北部、北松浦半島内陸部にあった町である。北松浦郡に属していた。
2005年（平成17年）4月1日に佐世保市へ編入され自治体として消滅した。
ここでは、現在の佐世保市の一地域としての吉井（よしい）についても記述する。

## 地理
佐世保市の北隣、北松浦半島の内陸にあり、平成の大合併までは長崎県内では3町のみ海に面していない自治体であった。
- 山 ： 五蔵岳、高法知岳、牧の岳
- 川 ： 佐々川、福井川

## 地域

### 地名
吉井町では免の名称に「吉田」「福井」の大字を冠していたが、1952年（昭和27年）に大字の表示を廃止した。
2005年（平成17年）佐世保市編入時に地名末尾の「免」の文字、及び小字を廃し、旧来の免の名称に「吉井町」を冠した町名に変更された。
（表記例：北松浦郡吉井町大字吉田立石免→北松浦郡吉井町立石免→佐世保市吉井町立石）
| 町名設置前（北松浦郡吉井町） | 町名設置前（北松浦郡吉井町） | 読み                | 町名設置後（佐世保市） | 町名設置後（佐世保市）             |
| 大字                         | 免                           | 読み                | 町名                   | 行政区                             |
| ---------------------------- | ---------------------------- | ------------------- | ---------------------- | ---------------------------------- |
| 大字吉田                     | 大渡免                       | おおわたり          | 吉井町大渡             | 樋口(一部)、吉元(一部)             |
| 大字吉田                     | 乙石尾免                     | おとしお→おついしお | 吉井町乙石尾           | 乙石尾(一部)                       |
| 大字吉田                     | 踊瀬免                       | おどりぜ            | 吉井町踊瀬             | 下橋川内(一部)                     |
| 大字吉田                     | 上吉田免                     | かみよしだ          | 吉井町上吉田           | 上吉田(一部)                       |
| 大字吉田                     | 下原免                       | しもばる            | 吉井町下原             | 乙石尾(一部)                       |
| 大字吉田                     | 高峰免                       | たかみね            | 吉井町高峰             | 高峰、峠                           |
| 大字吉田                     | 立石免                       | たていし            | 吉井町立石             | 西立石、東立石、中立石、立石新町   |
| 大字吉田                     | 田原免                       | たばる              | 吉井町田原             | 上吉田(一部)、山手、田原(一部)     |
| 大字吉田                     | 橋川内免                     | はしかわち          | 吉井町橋川内           | 上橋川内(一部)                     |
| 大字吉田                     | 橋口免                       | はしぐち            | 吉井町橋口             | 上橋川内(一部)                     |
| 大字吉田                     | 春明免                       | はるあけ            | 吉井町春明             | 下橋川内(一部)、御橋               |
| 大字吉田                     | 前岳免                       | まえだけ            | 吉井町前岳             | (不明)                             |
| 大字吉田                     | 吉元免                       | よしもと            | 吉井町吉元             | 吉元(一部)、樋口(一部)、田原(一部) |
| 大字福井                     | 板樋免                       | いたび              | 吉井町板樋             | 板樋                               |
| 大字福井                     | 梶木場免                     | かじこば            | 吉井町梶木場           | 梶木場                             |
| 大字福井                     | 草ノ尾免                     | そうのお            | 吉井町草ノ尾           | 草ノ尾                             |
| 大字福井                     | 直谷免                       | なおや              | 吉井町直谷             | 上直谷、下直谷、下福井、松原、内裏 |
| 大字福井                     | 福井免                       | ふくい              | 吉井町福井             | 福井                               |

1. ↑  佐世保市編入時に「乙石尾」の読みが変更された。

## 歴史

### 近現代
- 1889年（明治22年）4月1日 - 町村制施行により、吉田村と福井村が合併し北松浦郡吉井村が発足。
- 1951年（昭和26年）12月1日 - 吉井村が町制施行、吉井町となる。
- 2005年（平成17年）4月1日 - 世知原町とともに佐世保市へ編入、自治体としては消滅し、佐世保市吉井町になる。吉井町役場は「佐世保市役所吉井行政センター」となる。
- 2012年（平成24年）8月1日 - 佐世保市役所吉井行政センターが「佐世保市役所吉井支所」に改称。
- 2020年（令和2年）5月7日 - 吉井支所及び吉井地区公民館（2021年4月1日より吉井地区コミュニティセンターに改編）を吉井地区複合施設に統合移転。[4]
- 2021年（令和3年）4月28日 - 吉井地区複合施設1階に福井洞窟ミュージアムを開館。[5]

## 行政
町長
- 上林宏（1994年8月 - 2003年9月15日退職）
- 和田隆（2003年10月19日 - 合併まで）

## 教育

### 中学校
- 吉井町立吉井中学校

### 小学校
- 吉井町立北小学校
- 吉井町立南小学校

## 産業
かつては北松炭田からの石炭産出で栄えたが、エネルギー革命の余波を受けて昭和40年代までに相次ぎ閉山した。その後はメロン等の農業が産業の中心的位置を占めていた。

### 名産品
- イチゴ
- いちごワイン
- メロン

### 主な企業
- 株式会社松葉屋 - 長崎県北部地域を中心に、スーパーマーケット「まつばや」を展開。2000年（平成12年）より大渡免の店舗に本社移転。

## 交通

### 鉄道路線
- 松浦鉄道
  - 西九州線:吉井駅

町内の福井川橋梁は国内でも例の少ないコンクリート製鉄道橋。鉄筋の代わりに竹を用いたという説がある。

### バス路線

#### 一般路線バス
- 西肥自動車
  - 佐世保市 - 佐々町 - 吉井町 - 佐世保市（江迎町） - 平戸市
  - 佐世保市 - 佐々町 - 吉井町 - 佐世保市（江迎町 - 鹿町町）
  - 佐世保市 - 佐々町 - 吉井町 - 松浦市
  - 佐世保市 - 妙観寺峠 - 吉井町
  - 佐世保市 - 知見寺耳切 - 世知原町 - 吉井町

### 道路
高速道路はなし。自動車専用道路の最寄りインターチェンジは西九州自動車道佐々インターチェンジ。

#### 一般国道
- 国道204号

#### 県道
主要地方道
- 長崎県道40号佐世保吉井松浦線
- 長崎県道54号栗木吉井線

#### その他の道路
- 北松広域農道

## 名所・旧跡・観光スポット・祭事・催事

### 名所・旧跡・観光スポット
- 福井洞窟
- 直谷岩陰（外部リンク参照）
- 直谷城跡（外部リンク参照）
- 御橋観音寺 - 平戸八景の一つである天然の「石橋」もある。
- 吉田大明神社叢（外部リンク参照）
- 五蔵岳森林公園（外部リンク参照）
  - 五蔵池
  - アキニレの群生
  - ハマダイコンの群生
- ポットホール公園
- ソレイユ吉井（吉井活性化センター） - 2002年11月、全国豊かな海づくり大会臨席のため来崎中の天皇・皇后夫妻が訪問した。

### 祭事・催事
- 吉井ふるさとまつり（5月中旬）